# Adigueia
A Adigueia ou Adiguésia (antigamente Adiguéia (FO43)), (russo:  Адыгея, tr. Adygeia, AFI: [adɨ'ɟeja]; em adigue: Адыгэ, Adyge) é uma divisão federal da Federação Russa, situada na zona do Cáucaso; consiste de uma pequena república (República da Adigueia; russo:  Республика Адыгея, tr. Respublika Adygeia; em adigue: Адыгэ Республик, Adyge Respublik) situada no meio do Krai de Krasnodar.
A sua capital é Maikop. Tem 7 600 km² e 447 109 habitantes (2002).
A Adigueia foi um óblast autónomo entre 1922 e 1991, ano em que foi criada a república. Os russos constituem 66% da população e os adigues apenas 23%.

## Geografia
Localiza-se ao norte do Cáucaso, no sopé das montanhas, com planícies a norte, e montanhas a sul. As florestas cobrem quase 40% do seu território. O ponto mais alto de seu território é o Monte Chugush, com 3 238 metros de altitude.

### Rios
O rio Cubã, com 870 quilômetros de extensão, é um dos principais rios da região do Cáucaso, e é navegável. Ele faz parte da fronteira entre o norte de Adigueia e o Krai de Krasnodar. Outros rios importantes na região são:
- Rio Belaya
- Rio Chokhrak
- Rio Dakh
- Rio Fars
- Rio Khodz
- Rio Kisha
- Rio Bolshaya Laba (que fazem parte da fronteira entre o leste de Adigueia e o Krai de Krasnodar)
- Rio Psekups
- Rio Pshish
- Rio Sakhray

### Lagos
Não existem grandes lagos na Adigueia. Há vários lagos artificiais, de barragens tais como:
- Reservatório de Krasnodarskoye
- Reservatório de Oktyabrskoye
- Reservatório de Shapsugskoye
- Reservatório de Tshchitskoye

## História

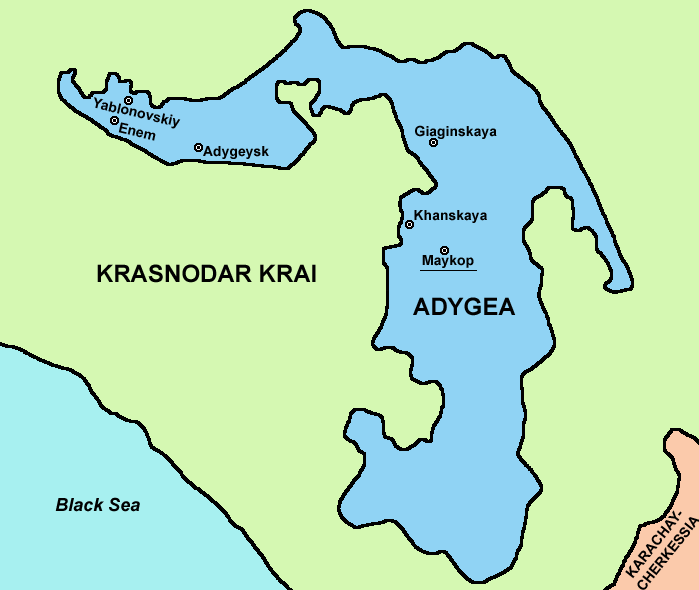
Mapa da Adigueia

Os adigues eram os antigos habitantes do noroeste do Cáucaso, por vezes conhecido como circassianos desde o século XIII. O oblast autónomo da Adigueia foi criado no âmbito do República Socialista Federada Soviética da Rússia, em 27 de julho de 1922, nos territórios de Oblast de Cubã-Mar Negro. Nessa altura, Krasnodar foi o centro administrativo; foi renomeado Oblast Autônomo em 24 de agosto de 1922, logo após a sua criação. Nos dois primeiros anos da sua existência autônoma, o oblast era uma parte do República Socialista Federada Soviética da Rússia (RSFSR), mas a 17 de outubro de 1924 ele foi transferido para a jurisdição do recém-criado Krai do Norte do Cáucaso dentro da RSFSR. Foi renomeado então Oblast Autônomo Adigue em julho de 1928. Em 10 de janeiro de 1934, a autonomia oblast passaram a fazer parte do novo Krai de Azov-Mar Negro, que foi removido do Krai do Cáucaso do Norte. Maykop foi apresentado como centro administrativo do oblast autônomo em 1936. O Oblast Autônomo Adigue tornou-se parte do Krai de Krasnodar, quando foi estabelecido em 13 de setembro de 1937.
Em 3 de julho de 1991, o oblast foi elevado ao estatuto de república sob a jurisdição da Federação Russa. O primeiro presidente da Adigueia foi Aslan Aliyevitch Djarimov, eleito em janeiro de 1992. De 2002 a 2007 Hazret Sovmen foi o presidente. Sovmen, como a maioria dos membros restantes da elite política na Adigueia, é adigue, o que causou uma reação da parte dos russos que vivem no país, que fundaram uma organização auto-denominada União de Eslavos, alegando que os russos estariam sendo discriminados na república, e defendendo a fusão da Adigueia com o Krai de Krasnodar. Até agora, no entanto, há pouco apoio para a proposta da parte do governo russo.

## Política

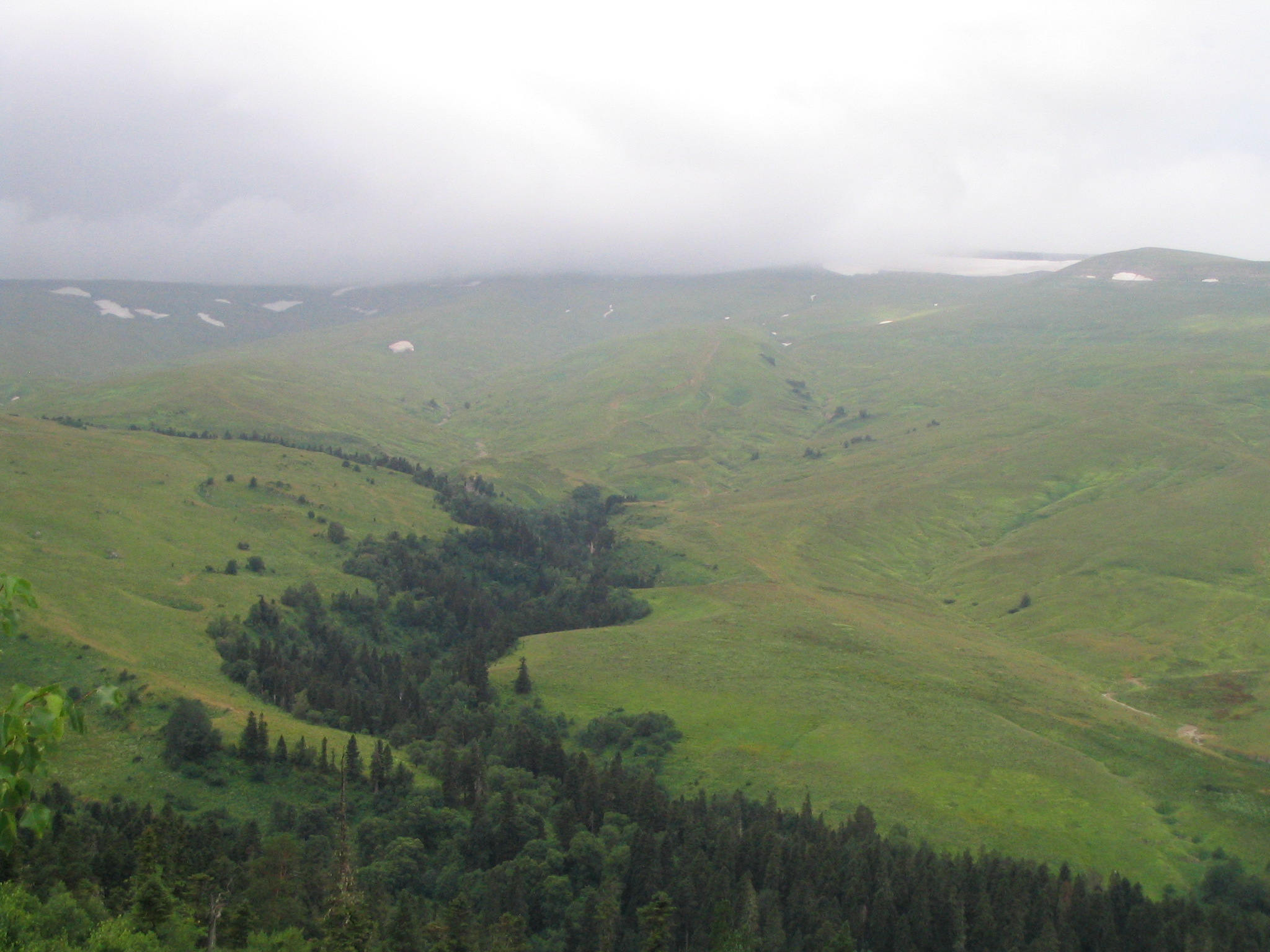
Região de Lago-Naki, na Adigueia

O chefe de governo na Adigueia é o Presidente da Adigueia, eleito por um mandato de cinco anos. Proficiência no adigue é condição prévia para a candidatura presidencial.
O atual presidente, Aslan Tkhakushinov (desde 13 de janeiro de 2007) sucedeu Hazret Sovmen, nomeado pelo então presidente russo Vladimir Putin embora tenha recebido apenas 2% da votação em 2002.
O Primeiro-Ministro da Adigueia é nomeado pelo presidente, com o consentimento da Assembléia Nacional. O atual primeiro-ministro da Adigueia é Kazbek Paranuk (desde 16 de setembro de 2006).
A república envia três representantes para o Parlamento da Federação Russa; uma para o Duma, e os outros dois para o Conselho da Federação.
A Constituição da Adigueia foi aprovada em 14 de maio de 1995.

## Subdivisões

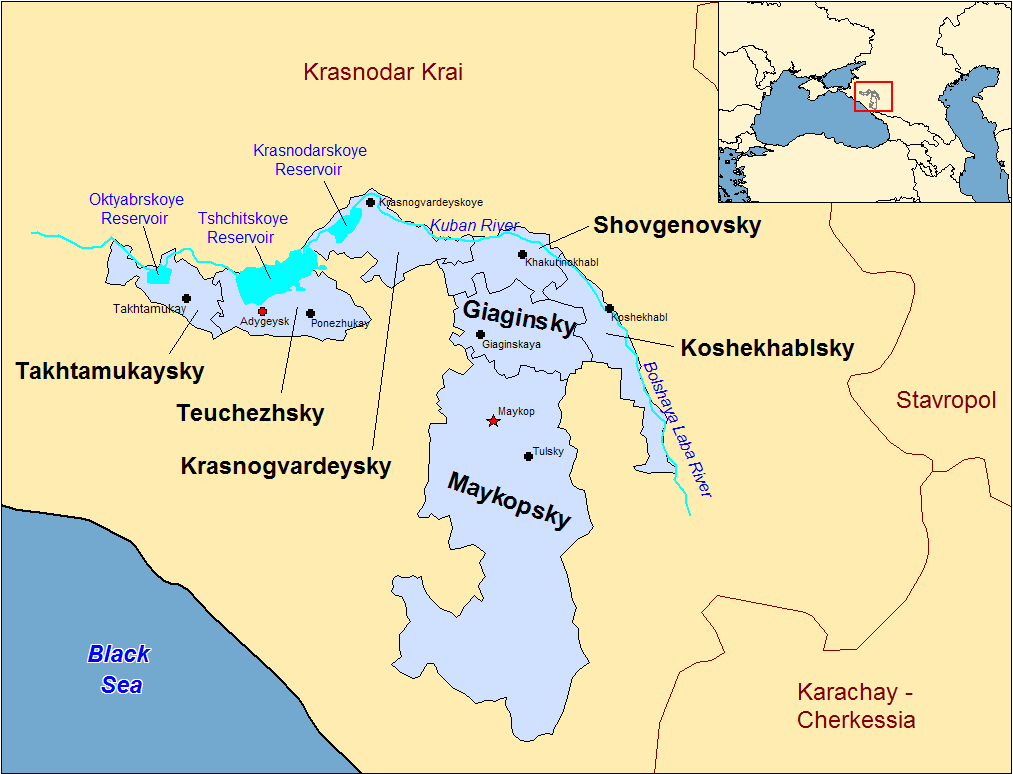
Subdivisões administrativas da República da Adigueia

A Adigueia é dividida administrativamente em sete distritos (rayons), duas cidades e vilas, e cinco tipo de assentamentos urbanos. A nível municipal, a Adigueia está dividida em duas zonas urbanas (okrugs), cinco aglomerados urbanos, e 46 assentamentos rurais.

## Grupos étnicos
De acordo com o censo russo de 2002, os russos compõem 64,5% da população total da República da Adigueia, enquanto os adigues são apenas 24,2%, concentrados sobretudo na parte norte da república. Outros grupos incluem armênios (3,4%), ucranianos (2,0%), curdos (3631, ou 0,8%), tártaros (2904, ou 0,7%), além duma infinidade de pequenos grupos, cada um com menos de 0,5% da população.

## Economia
Ainda que seja hoje uma das partes mais pobres da Rússia, a Adigueia tem abundantes florestas e solos ricos. A região é famosa pela produção de cereais, girassol, chá, tabaco, e outros produtos. Porcos e ovinos reprodutores também são criados.
Alimentação, madeira, papel e pasta de papel, engenharia pesada, e metalurgia são as indústrias mais desenvolvidas.